# Televisión Canaria Dos
Televisión Canaria Dos était une chaîne de télévision régionale espagnole émettant dans la communauté autonome des Canaries.

## Présentation
À l'instar de sa « grande sœur » Televisión Canaria, elle dépendait de l'entreprise publique de radio-télévision canarienne (Radio Televisión Canaria) et était diffusée sur le réseau hertzien (analogique et numérique) dans l'ensemble de l'archipel. Une partie de ses émissions servait à alimenter la grille des programmes de la chaîne de télévision satellitaire Televisión Canaria Sat.
La deuxième chaîne de télévision canarienne (baptisée ¡2! à ses débuts) voit le jour le 30 mai 2006 à l'occasion des célébrations du « Jour des Canaries » (fête nationale de la communauté canarienne).
Conçue comme une chaîne culturelle, elle diffuse alors principalement des documentaires, des programmes consacrés à l'art, à la culture, à la musique, des cours télévisés, et retransmet à l'occasion des manifestations folkloriques.
En 2009, la grille des programmes est totalement repensée et Televisión Canaria Dos rediffuse certains programmes de la première chaîne (informations, magazines, talk-shows), tout en conservant sa vocation culturelle. Elle retransmet occasionnellement des compétitions sportives.
Le 31 juillet, Television Canaria 2 cesse ses émissions.

### Sources
- (es) Cet article est partiellement ou en totalité issu de l’article de Wikipédia en espagnol intitulé « Televisión Canaria Dos » (voir la liste des auteurs).